# Röcken
Röcken es un municipio alemán del distrito de Burgenland del estado de Sajonia-Anhalt que cuenta con 599 habitantes (31 de diciembre de 2007).
El filósofo Friedrich Nietzsche nació en 1844 en esta población, donde también se encuentra enterrado. Su casa natal todavía se conserva.